# Elverket (teater)

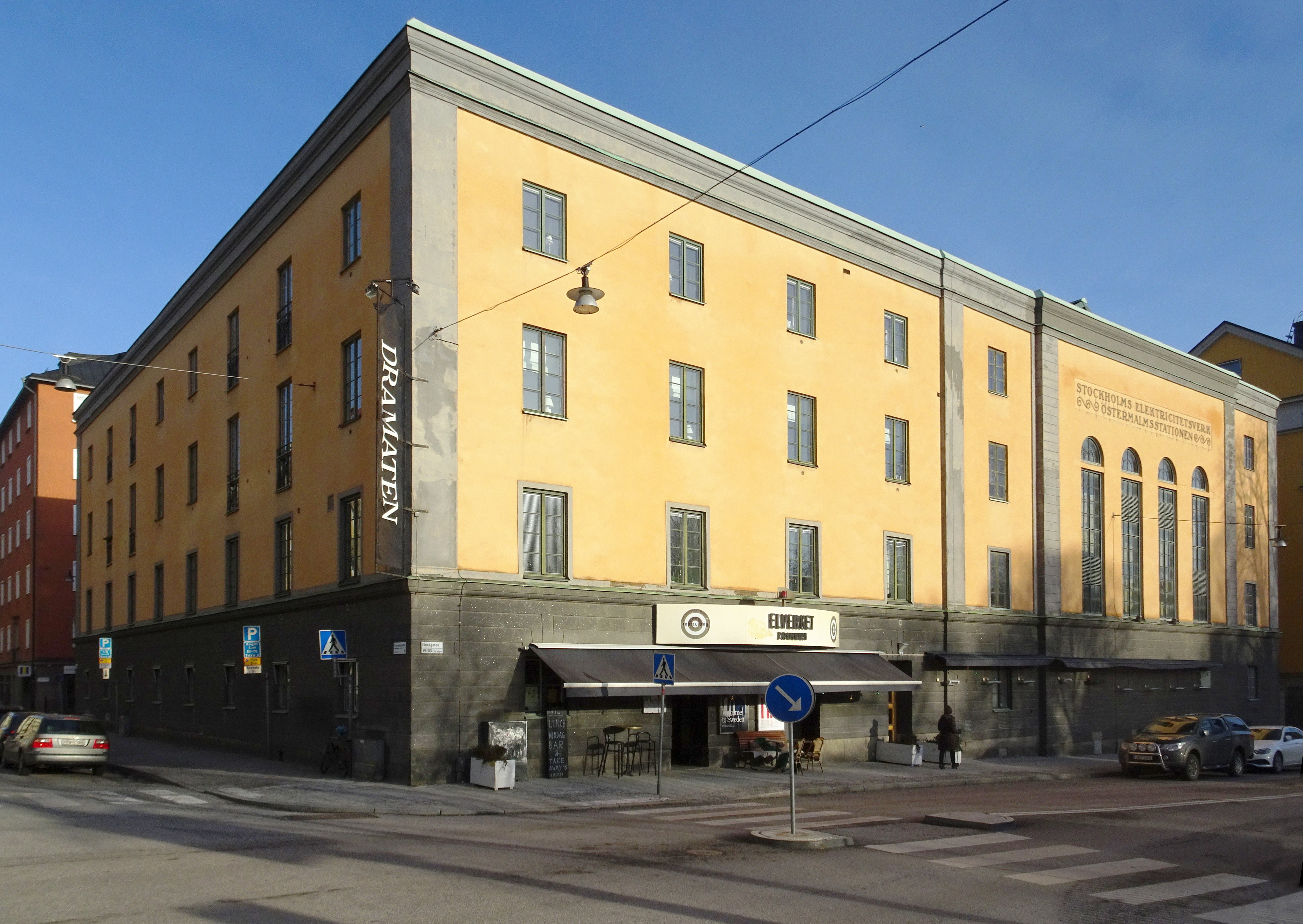
Elverket 2021.

Elverket är en experimentell teaterscen för modern dans, teater och sceniska experiment på Linnégatan 69 på Östermalm i Stockholm. Scenen drivs från 2021 av Dansens hus  och Dramaten i samarbete.
Scenen är inrymd i den förra transformatorstationen Östermalmsstationen från 1923. Efter transformatorstationens stängning gjordes byggnaden 1997 om till teaterscen (egentligen delbar i två separata scenrum) i Dramatens regi, samt teaterrestaurangen Brasserie Elverket. Åren 2009–2014 fungerade den som hemmascen för Unga Dramatens verksamhet, därefter återigen en scen för Dramatens sedvanliga blandade repertoar fram till sommaren 2021. Från 2021 var avsikten att Dramaten skulle lämna byggnaden av besparingsskäl, men sedan sommaren 2021 delas scenen mellan Dansens hus och Dramaten i samverkan. Den fungerar därmed som en tredje mellanscen för Dansens hus med experimentell inriktning och en annorlunda tvärkonstnärlig samverkansscen för Dramaten och Dansens Hus.